# Treixedo
Treixedo è una ex freguesia (frazione) del Portogallo, appartenente al comune di Santa Comba Dão e situata nel distretto di Viseu.
Treixedo è un vecchio villaggio circondato da belle valli e colline boscose.